# Gianni Grana
Gianni Grana (San Nicandro Garganico, 1º luglio 1924 – Tor Lupara, 1º ottobre 2001) è stato un critico letterario, artista e dirigente pubblico italiano.

## Biografia
Nato il 1º luglio 1924 a Sannicandro Garganico (Foggia), visse nell'infanzia a Firenze, poi alcuni anni a Chieti e a Venezia e per oltre mezzo secolo nell'area di Roma. Militò nell'Azione cattolica e nel partito fascista.
Laureato in Lettere nel 1948 e in filosofia nel 1950 all'Università di Roma, insegnante di lettere nelle scuole medie dal 1948 al 1951, dirigente statale nei Servizi editoriali e Informazioni della Presidenza del Consiglio (1951-73), fu libero docente di letteratura italiana nell'Università di Roma dal 1963 fino al 1973. Dimissionario da tutti gli uffici istituzionali e onorevolmente pre-pensionato, da allora si ritirò a vivere, a studiare e a scrivere fuori dalla capitale, nella "villa A" a Torlupara di Mentana, per ritrovare "identità umana" tra animali e piante. Qui oltre a scrivere, come aveva sempre fatto, compose immagini con cartoni e legni, metalli, vetri e altri materiali, teso alla necessità labile del dire e del fare per "resistere significando".
Negli ultimi anni della sua vità collaborò, da esterno, con l'UAAR. Morì a Torlupara il 1º ottobre 2001, mentre stava lavorando al quarto volume della sua ultima opera, L'invenzione di Dio.

## Opere
Oltre a una grande quantità di articoli e saggi su riviste e giornali, pubblicò varie Lecturae Dantis edite dalla SEI e da Le Monnier. Sue monografie critiche, su Daniello Bartoli, Mazzini e la letteratura, Federico De Roberto, Giovanni Papini, Curzio Malaparte, Cesare Pavese, Adriano Tilgher critico, Mario Fubini, Emilio Villa, sono apparse nelle collane di letteratura italiana edite da Marzorati e dirette - con collaborazione di critici e storici della letteratura italiana - da Grana stesso: I Contemporanei (6 volumi, 1963-74); I Critici (5 volumi, 1969); Novecento (10 volumi, 1979; nuova edizione in 11 volumi, 1987/88).
Pubblicò inoltre i seguenti libri:
- John Dewey e la metodologia americana, Roma, Libreria Editrice Ricerche, 1955
- Curzio Malaparte, Milano, Marzorati 1961; nuova edizione Firenze, La Nuova Italia, 1968
- Profili e letture di contemporanei, Milano, Marzorati 1962
- L. Pietrobono e l'allegorismo dantesco, Torino SEI, 1962
- L'iper(dis)funzione critica. Letteratura (900) e poteri istituzionali, Milano, Marzorati, 1979
- D'iomorto (versi a-poetici) Roma, 1980
- "I Viceré" e la patologia del reale, Milano, Marzorati 1982
- La "rivoluzione fascista". Avanguardia e tradizione, la cultura e gli intellettuali nel fascismo, Milano, Marzorati, 1985
- Novecento. Le avanguardie letterarie. Cultura e politica, scienza e arte dalla Scapigliatura alla Neo-avanguardia attraverso il fascismo, 3 volumi, Milano, Marzorati, 1986; nuova edizione integrata, ivi, 1994
- Frane e spirali del sapere. Scienze pseudo-scienze e arte di avanguardia, Milano, Marzorati, 1987
- Malaparte scrittore d'Europa. Atti del convegno di Prato, coordinazione e testi di Grana, comune di Prato - Milano, Marzorati, 1991
- Babele e il Silenzio: genio "orfico" di Emilio Villa, Milano, Marzorati, 1991
- Realismo e avanguardia dall'800 al '900, Milano, Marzorati 1992
- Novecento. Realismo e avanguardia. 1° "I Viceré" e la patologia del reale: l'eredità del romanzo italiano; 2° L'apoesi europea da Mallarmé a Pound: il genio "orfico" di Emilo Villa, nuova edizione integrata di nuovi capitoli, Milano, Marzorati, 1993
- D'iomorto - uomovivo/uomosolo (versi a-poematici), Setup edizioni 1994
- L'invenzione di Dio. Opera in 4 volumi (di cui l'ultimo pubblicato postumo), setup edizioni, 2000-2002.